# Brice Clotaire Oligui Nguema
Brice Clotaire Oligui Nguema (Ngouoni, 1974 o 1975) è un generale e politico gabonese, Presidente del Gabon dal 30 agosto 2023.
Militare di lungo corso ed ex-Capo della Guardia repubblicana, è salito al potere in seguito al colpo di stato del 30 agosto 2023, a capo della giunta militare Comité pour la transition et la restauration des institutions (CTRI), per poi giurare come Presidente ad interim il 4 settembre 2023, promettendo contestualmente nuove elezioni democratiche nel Paese ed avviando così il proprio governo di transizione.
Alla fine, dopo l’approvazione di una nuova Costituzione democratica e di stampo presidenzialista con un referendum in data 14 novembre 2024, nel gennaio dell’anno successivo ha annunciato l’indizione delle votazioni presidenziali per il 12 aprile successivo, vinte in seguito con oltre il 90% dei voti.
Ha ufficialmente prestato giuramento il successivo 3 maggio 2025.

## Vita privata
È cugino della famiglia dei Bongo.